# Sistema iroqués de parentesco
Los sistemas iroqueses de parentesco constituyen un tipo de sistema de nomenclatura que se emplea para definir las relaciones entre parientes en varias sociedades. Identificado por Lewis Henry Morgan en su trabajo Systems of Consanguinity and Affinity of the Human Family (Sistemas de consanguinidad y afinidad de la familia humana, 1871), el iroqués constituye uno de los seis tipos de sistemas de parentesco (que incluyen los tipos esquimal, hawaiano, crow, omaha, y sudanés).

## Descripción del sistema
Además del sexo y la generación, los sistemas iroqueses de parentesco distinguen a los hermanos de sus padres por sexo. Los siblings del mismo sexo son considerados parientes de Ego. Sin embargo, los hermanos de los padres de sexo diferente son señalados con términos distintos. Por ejemplo: la hermana de la madre es designada con el mismo término que la madre, y el hermano del padre es designado con el mismo término que el padre. De aquí que los hijos de estos —primos paralelos— sean llamados con el mismo término. En contraste, el hermano de la madre es designado con el mismo término que el esposo de la hermana de la madre, y la hermana del padre, con el mismo término que se designa a la esposa del hermano del padre. Los hijos de estos parientes —primos cruzados— son nombrados por Ego con un término distinto que el que emplearía para referirse a sus primos paralelos.

## Reglas matrimoniales
Ego puede tomar como cónyuge a uno de sus primos cruzados, pero en las sociedades que tienen este tipo de sistemas de nomenclatura parental, la relación entre primos paralelos está prohibida, por considerarse incestuosa. Los sistemas iroqueses permiten el reclutamiento de personas que pertenecen a distintos linajes a través de las hermanas del padre o los hermanos de la madre de Ego. 

## Difusión de los sistemas de parentesco tipo iroqués

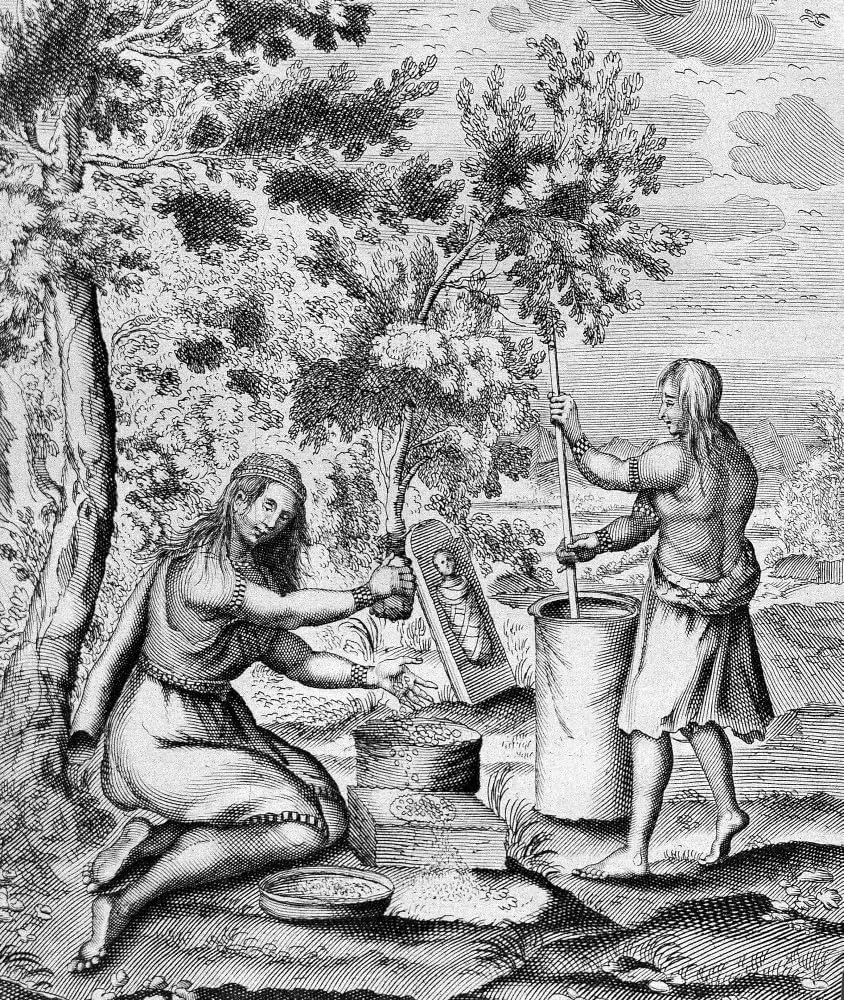
Dos mujeres iroquesas trabajando.

Como otros sistemas de parentesco, los sistemas iroqueses toman su nombre de una de las sociedades en las que fueron documentados por primera vez. En este caso se trata de los iroqueses, grupo de pueblos indígenas que ocupaba la región de los Grandes Lagos de América del Norte. Fue precisamente el contracto entre Morgan y este pueblo el que le permitió detectar la existencia de ciertas peculiaridades en las palabras que los pueblos no occidentales empleaban para designar a sus parientes, con lo que descubrió que el parentesco no sigue reglas universales. A pesar de su nombre, los sistemas iroqueses se encuentran en numerosas sociedades que definen a los miembros de sus grupos de filiación por la vía unilineal. Entre ellos se encuentran: 
- los habitantes del sur de la India,
- los drávidas de la India y Sri Lanka,
- la población rural de algunas regiones de China